# Milan Badelj
Milan Badelj (Zágráb, 1989. február 25. –) világbajnoki ezüstérmes horvát válogatott labdarúgó, az SS Lazio középpályása, de kölcsönben a Fiorentinában szerepel.

## Pályafutása

### Klubcsapatban
Badelj a Dinamo Zagrebhez alig 17 évesen került a városi rivális NK Zagrebtől.Rögtön kölcsönbe került a szintén zágrábi Lokomotivához, egy szezonra. 2007-2008-as szezonban kölcsönjátékosként 7 gólig jutott a Lokomotivában.Luka Modrić távozása után meghatározó játékosává vált a Dinamonak,amivel mind a két szezonjában megnyerte a bajnokságot.
2012 nyarán a német Hamburger SV igazolta le 4.5 millió euróért.

### A válogatottban
Badelj szerepelt az összes horvát utánpótlás válogatottban. 2010-ben mutatkozott be a felnőttek között.